# Gita Porak-Varna
Maria Margaretha (Gita) Porak-Varna, född 20 september 1905 i Kienberg, Böhmen, Österrike-Ungern, död 4 mars 1978 i Hjo, var en österrikisk-svensk målare.
Hon var dotter till köpmannen Richard Porák och friherrinnan Elisabeth von Klinger. Porak-Varna studerade konst i Prag och Linz och under studieresor till Schweiz och Italien. Hon medverkade i utställningar i Prag och Linz innan hon flyttade till Sverige. Separat ställde hon ut i Hjo, Alingsås, Skövde, Visby, Jönköping och Falköping. Hennes konst består av landskap och djurmotiv utförda i akvarell eller pastell. 